# Gagak Item
Gagak Item ([ɡaˈɡaʔ iˈtəm]; letteralmente, in italiano, Corvo nero) è un film d'azione del 1939 realizzato nelle Indie orientali olandesi e parlato in creolo malese. Prodotto da Tan Khoen Yauw per la sua Tan's Film e diretto da Joshua ed Othniel Wong, è in bianco e nero ed interpretato da Rd Mochtar, Roekiah ed Eddy T. Effendi. La storia, scritta da Saeroen, è incentrata sulle vicende di un misterioso uomo mascherato, noto come "Gagak Item" appunto.
Il cast e la troupe furono gli stessi di Terang Boelan, pellicola del 1937 di Albert Balink che si era rivelata un grande successo commerciale e di critica. E proprio come quest'ultima, anche Gagak Item guadagnò molto ai botteghini e ottenne critiche positive. Tuttavia, come tutti i lungometraggi prodotti in quel periodo nelle Indie, è ora considerata perduta.

## Conservazione
Si ritiene che il lungometraggio sia ora perduto, dato che tutti i film dell'epoca erano stati girati su pellicole di nitrato di cellulosa infiammabili e che il magazzino della Produksi Film Negara, dove erano conservati, venne distrutto da un incendio nel 1952, appiccato forse deliberatamente per eliminare le bobine in nitrato. Di fatto l'antropologo visuale statunitense Karl G. Heider suggerì che ogni opera cinematografica indonesiana realizzata prima degli anni Cinquanta sia ormai da considerare irrecuperabile. Tuttavia, lo storico del cinema JB Kristanto, nel suo Katalog Film Indonesia 1926-1995, riporta che diverse opere sopravvissero negli archivi della Sinematek Indonesia e il collega Misbach Yusa Biran aggiunge, scrivendo nel suo saggio Sejarah Film 1900–1950: Bikin Film di Jawa del 2009, che a salvarsi furono numerosi film di propaganda giapponesi, sfuggiti al Servizio informazioni del governo olandese.